# Die Hochzeit des Jobs
Die Hochzeit des Jobs ist eine Komische Oper in vier Akten (acht Bildern) von Joseph Haas. Das Libretto verfasste Ludwig Strecker der Jüngere unter dem Pseudonym Ludwig Andersen. Es basiert auf der von dem Bochumer Arzt Carl Arnold Kortum 1783 bis 1784 verfassten Satire Leben, Meynungen und Thaten von Hieronymus Jobs dem Kandidaten, und wie er sich weiland viel Ruhm erwarb auch endlich als Nachtwächter zu Sulzburg starb, kurz Jobsiade genannt. Die Oper erlebte ihre Uraufführung am 2. Juli 1944 an der Staatsoper in Dresden (heute Semperoper).

## Orchester
Zwei Flöten, zwei Oboen, zwei Klarinetten, zwei Fagotte, vier Hörner, drei Trompeten, drei Posaunen, eine Baßtuba, eine Harfe, großes Schlagwerk und Streicher

## Handlung
Die Oper spielt in einer kleineren Universitätsstadt in Süddeutschland um 1800.
Es ist der sehnlichste Wunsch des Studenten Hieronymus Jobs, einmal ein angesehener Jurist zu werden. Das Studium hat er gerade beendet; doch zunächst gilt es, mit Bravour das Examen zu bestehen. Gut vorbereitet geht er in die mündliche Prüfung. Er glaubt, mit einer flammenden Rede über die deutsche Gerichtsbarkeit die Herren Professoren beeindrucken zu können. Leider aber geht sein Plan nicht auf. Er fällt mit Pauken und Trompeten durch. Dabei hat er sich während seines Studiums hoch verschuldet und könnte deshalb dringend eine gut dotierte Stelle brauchen.
Der einzige Apotheker der Stadt ist zugleich ihr Bürgermeister. Er hat es aber nicht darauf abgesehen, das Wohl der Gemeinde zu mehren; vielmehr bestimmen eigene Interessen sein Handeln. Dabei schreckt er auch nicht davor zurück, Straftaten zu begehen. Dass sich der Student Hieronymus Jobs mit Käthchen, der Tochter der Kneipenwirtin „Zum guten Lenchen“, verlobt hat, ist ihm schon lange ein Dorn im Auge. Schließlich hat er es selbst auf die hübsche Dame abgesehen. Durch windige Geschäfte bringt er es fertig, deren Mutter eine enorme Schuld aufzubürden. Doch damit nicht genug: Dem Nachtwächter verabreicht er einen Schlaftrunk, der so stark ist, dass dieser sein Leben in Morpheus Armen aushaucht. So will er erreichen, dass Jobs die frei gewordene Stelle annimmt und die Nachtwächterswitwe heiratet, um seine Schulden begleichen zu können. Dann wäre auch sein Weg zu Käthchen endgültig frei.
Doch oftmals kommt es anders: Das Schlafmittel war doch ein wenig zu schwach. Der Nachtwächter kommt wieder zu sich. In alter Gewohnheit geht er auf die Straße und bläst in sein Horn. Dies ruft Hieronymus Jobs auf den Plan. Er ist inzwischen dem heimtückischen Apotheker auf die Schliche gekommen und will sich an ihm rächen. Jobs überredet den Nachtwächter, sich einer Gruppe Studenten anzuschließen und mit ihnen einen Trinken zu gehen. Einstweilen werde er, Jobs, diesen harten Dienst versehen. Und so geschieht es.
In aller Eile gelingt es Jobs, für den scheinbar toten Nachtwächter ein Scheinbegräbnis zu organisieren. Kaum ist der Sarg unter der Erde verschwunden, verkündet der Bürgermeister, die Hochzeit der Witwe mit Jobs dulde nun keinen Aufschub mehr. Am besten nehme er selbst gleich die Trauung vor. Auf einmal kommen die Studenten mit einem großen alten Schrank daher. Sie öffnen die Tür, und wer steigt heraus? – Der alte, völlig angesäuselte Nachtwächter! Als nun Jobs den Betrug des Apothekers öffentlich machen will, bietet der ihm sofort an, seinen Schuldschein herauszugeben. Er werde es auch hinnehmen, wenn Jobs gleich von seinem Posten als Nachtwächter zurücktrete. Diese Entscheidung fällt Jobst sehr leicht, denn inzwischen hat der Landesherr seinen Hofmarschall zu ihm gesandt, um ihm ausrichten zu lassen, dass sein Examen nun doch als bestanden gelte. Die Rede, die er vor der Prüfungskommission gehalten habe, habe den Regenten aufs Höchste entzückt. Einen solch tüchtigen Juristen wolle er unbedingt als Beamter in einem seiner Ministerien sehen.
Mit vor Stolz geschwellter Brust verkündet Jobs, er werde in Bälde die Frau heiraten, die um ein Haar des Bürgermeisters Gattin geworden wäre, und wie es ihm gelang, dies zu verhindern. Nun weiß die ganze Stadt, was für ein Lump ihr Bürgermeister ist. Unter dem großen Gelächter der Menge sucht dieser das Weite.

## Musik
Obwohl Die Hochzeit des Jobs ein Werk aus der Mitte des 20. Jahrhunderts ist, klingt die Musik noch ziemlich romantisch und ist sehr eingängig. An den richtigen Stellen zeigt sie Witz und Humor. Manchmal hat man den Eindruck, als habe Albert Lortzing Pate gestanden. Man kann das Werk im besten Sinne eine Volksoper nennen.